# Rex Gildo
Rex Gildo, de son vrai nom Ludwig Franz Hirtreiter, né le 2 juillet 1936 à Straubing et mort le 26 octobre 1999 à Munich, est un chanteur et acteur allemand.

## Biographie
Il est le cinquième et dernier enfant d'un homme d'affaires de Munich et de sa femme. À dix ans, il aurait été membre du Regensburger Domspatzen. Après un rapide passage dans une école de commerce, il s'inscrit à l'Otto Falckenberg Schule à Munich où il apprend la comédie, le chant et la danse. Mais en 2009, une émission de l'ARD révèle que ce sont des fausses affirmations.
Il travaille d'abord comme figurant, avant d'obtenir un rôle en 1956 au Kammerspiele. Ada Tschechowa lui offre un contrat sous le nom d'Alexander Gildo et son premier rôle au cinéma dans Immer wenn der Tag beginnt (de). En 1958, il obtient son premier grand rôle à côté de la jeune chanteuse et actrice Cornelia Froboess dans Hula-Hopp, Conny (de).
En 1959, Nils Nobach (de) devient son manager et lui donne le nom de Rex Gildo, d'après son surnom de "Sexy Rexy". Il a son premier succès musical en 1960 avec le titre Sieben Wochen nach Bombay.
Sa popularité se confirme avec quatre Bravo Otto en 1961, 1963, 1964 et 1966.
Dans les années 1960, il chante en duo avec des femmes comme Cornelia Froboess, Vivi Bach, Angèle Durand, la femme de son producteur. Avec cette dernière, il chante Abitur der Liebe pour participer au concours Eurovision de la chanson 1960. Après sa séparation avec Cornelia Froboess, il forme le duo "Gitte & Rex" avec Gitte Hænning, qui est quelque temps le duo le plus populaire sur le marché de la pop allemande : la chanson Vom Stadtpark die Laternen est numéro un des ventes en Allemagne en 1963.
De plus, il continue dans le cinéma et tourne dans une trentaine de films. Il se présente de nouveau avec trois chansons pour concourir au concours Eurovision de la chanson 1969, mais n'est pas retenu.
En 1974, Rex Gildo épouse une cousine.
En 1981, Rex Gildo a sa première émission télévisée qui lui est entièrement consacrée. Dans les années 1980, Dieter Bohlen produit Du ich lieb' dich, version allemande de Do you wanna de Modern Talking, qui est un échec commercial. Par la suite, Rex Gildo change plusieurs fois de maisons de disques, collabore avec Uwe Busse (de) et Karlheinz Rupprich, les producteurs de Die Flippers, a de petits succès comme Mexikanische Nacht ou Was ist schon eine Nacht.
Dans les années 1990, ce succès et ces changements de maison de disques continuent mais n'est pas égal à celui des années 1970. 
En 1999, Rex Gildo chute d'une fenêtre de son appartement, apparemment après une dispute avec son compagnon. En raison des circonstances et de son témoignage, on conclut à un suicide. Il est enterré au cimetière d'Ostfriedhof (de), à côté de son ancien compagnon et manager Fred Miekley, disparu en 1987.

## Discographie (albums)
- 1966: Rex Gildo 13
- 1967: Schlager Rendezvous mit Rex Gildo
- 1969: Rex
- 1970: Ich geh’ mit dir
- 1971: Rex Gildo
- 1972: Mein Autogramm
- 1973: Verliebt…
- 1973: Meine Lieder zur Weihnachtszeit
- 1975: Verliebt in Südamerika
- 1975: Der letzte Sirtaki - Schlager-Rendezvous mit Rex Gildo
- 1976: Lieder sind die besten Freunde
- 1976: Nimm’ die Zeit für die Liebe
- 1976: So klingt’s mit Rex
- 1977: La Fiesta - Rex Gildo in Südamerika
- 1977: Neue Lieder
- 1978: Komm’ nach haus
- 1980: Feuer im Wind
- 1980: Hallo Jamaica
- 1981: Gestatten, Rex Gildo
- 1982: Einander versteh’n
- 1989: Erinnerung an deine Zärtlichkeit
- 1994: Im Namen der Sehnsucht
- 1996: Gefühle des Lebens
- 1997: Absolute Liebe
- 2000: …sonst gar nichts

## Filmographie
- 1957: Immer wenn der Tag beginnt (de)
- 1958: Juchten und Lavendel
- 1958: Schmutziger Engel (de)
- 1958: Wenn die Conny mit dem Peter
- 1959: Hula-Hopp, Conny (de)
- 1959: Ja, so ein Mädchen mit sechzehn
- 1960: Mit 17 weint man nicht (de)
- 1960: Meine Nichte tut das nicht
- 1960: Marina
- 1960: Schlagerparade
- 1960: O sole mio (de)
- 1960: Es geschah an der Grenze (Série TV) - Das Boot im Schilf
- 1961: Schlagerparade 1961
- 1961: Am Sonntag will mein Süßer mit mir segeln gehn (de)
- 1962: Tanze mit mir in den Morgen
- 1962: Café Oriental
- 1963: Unsere tollen Nichten
- 1963: Sing, aber spiel' nicht mit mir
- 1963: Und wenn der ganze Schnee verbrennt (de)
- 1963: Apartment-Zauber (de)
- 1964: Jetzt dreht die Welt sich nur um dich (de)
- 1965: Tausend Takte Übermut (de)
- 1968: Otto ist auf Frauen scharf
- 1970: Was ist denn bloß mit Willi los? (de)
- 1971: Die Blume von Hawaii
- 1973: Unsere Tante ist das Letzte